# Ruan Pienaar
Ruan Pienaar (wym. [ˈrœɐn ˈpinɑːr]; ur. 10 marca 1984 r. w Bloemfontein) – południowoafrykański rugbysta występujący na pozycji łącznika młyna lub łącznika ataku. Zdobywca pucharu świata z 2007 roku. Syn reprezentanta RPA Gysie Pienaara.
Pochodzący z Bloemfontein Pienaar uczęszczał początkowo do Fichardtpark Primary School, a następnie do Grey College. W 2003 roku znalazł się w reprezentacji po lat 19 na mistrzostwa świata, gdzie zespół RPA zdobył złoto. W 2004 roku rozpoczął występy w seniorskiej drużynie Free State Cheetahs z ligi regionalnej. W zespole z Wolnego Państwa Pienaar zagrał jednak tylko w 6 meczach. Rok później grał już w Natal Sharks, został także wybrany do ekipy Sharks z ligi Super 12. W tym samym roku z kadrą do lat 21 zdobył mistrzostwo świata w tej kategorii wiekowej podczas turnieju rozgrywanego w Argentynie.
26 sierpnia 2006 roku w Pretorii zadebiutował w reprezentacji seniorskiej w rozgrywanym w ramach Pucharu Trzech Narodów meczu z Nową Zelandią. Rok później znalazł się w składzie drużyny narodowej, która podczas turnieju we Francji zdobyła drugi w historii RPA puchar świata.
W październiku 2008 zdobył przyłożenie w wygranym przez Sharks meczu finałowym Currie Cup z Blue Bulls. W zespole z prowincji KwaZulu-Natal Pienaar występował do września 2010 roku, kiedy to związał się dwuletnim kontraktem z północnoirlandzkim Ulster Rugby, przedłużonym następnie do 2017 roku. W swoim debiucie przeciw Glasgow Warriors zdobył wszystkie punkty dla swojej drużyny, która odniosła zwycięstwo 19:17. Dobra gra zaowocowała tytułem najlepszego zawodnika ligi Celtyckiej. Z zespołem z Ulsteru w sezonie 2011/2012 dotarł do finału Pucharu Heinekena.
W 2009 roku występował w barwach RPA w zakończonym sukcesem Pucharze Trzech Narodów. Dwa lata później roku ponownie znalazł się w składzie reprezentacji na Puchar Świata, która to impreza odbywała się w 2011 roku. W Nowej Zelandii drużyna Springboks nie zdołała jednak powtórzyć sukcesu sprzed czterech lat i odpadła w ćwierćfinale ulegając 11–9 Australii. Pienaar wystąpił w zaledwie dwóch spotkaniach kadry na tej imprezie zdobywając wówczas 12 punktów (6 podwyższeń w meczu z Namibią).